# メイベル・ガーディナー・ハバード
メイベル・ガーディナー・ハバード（Mabel Gardiner Hubbard、1857年11月25日 - 1923年1月3日）は、アメリカ合衆国の実業家である。初の実用的な電話機を発明したアレクサンダー・グラハム・ベルの妻であり、結婚後はメイベル・ベル(Mabel Bell)と名乗っていた。
1873年にグラハム・ベルと出会ってから、1922年にグラハム・ベルが亡くなるまで、メイベルはグラハム・ベルの人生に最も大きな影響を与え続けた。メイベルは5歳の誕生日を迎えたころに猩紅熱で聴力を失った。グラハム・ベルが通信の実験を行ったのは、メイベルの聴力を回復させるためだったという伝承がある:1。

## 生涯

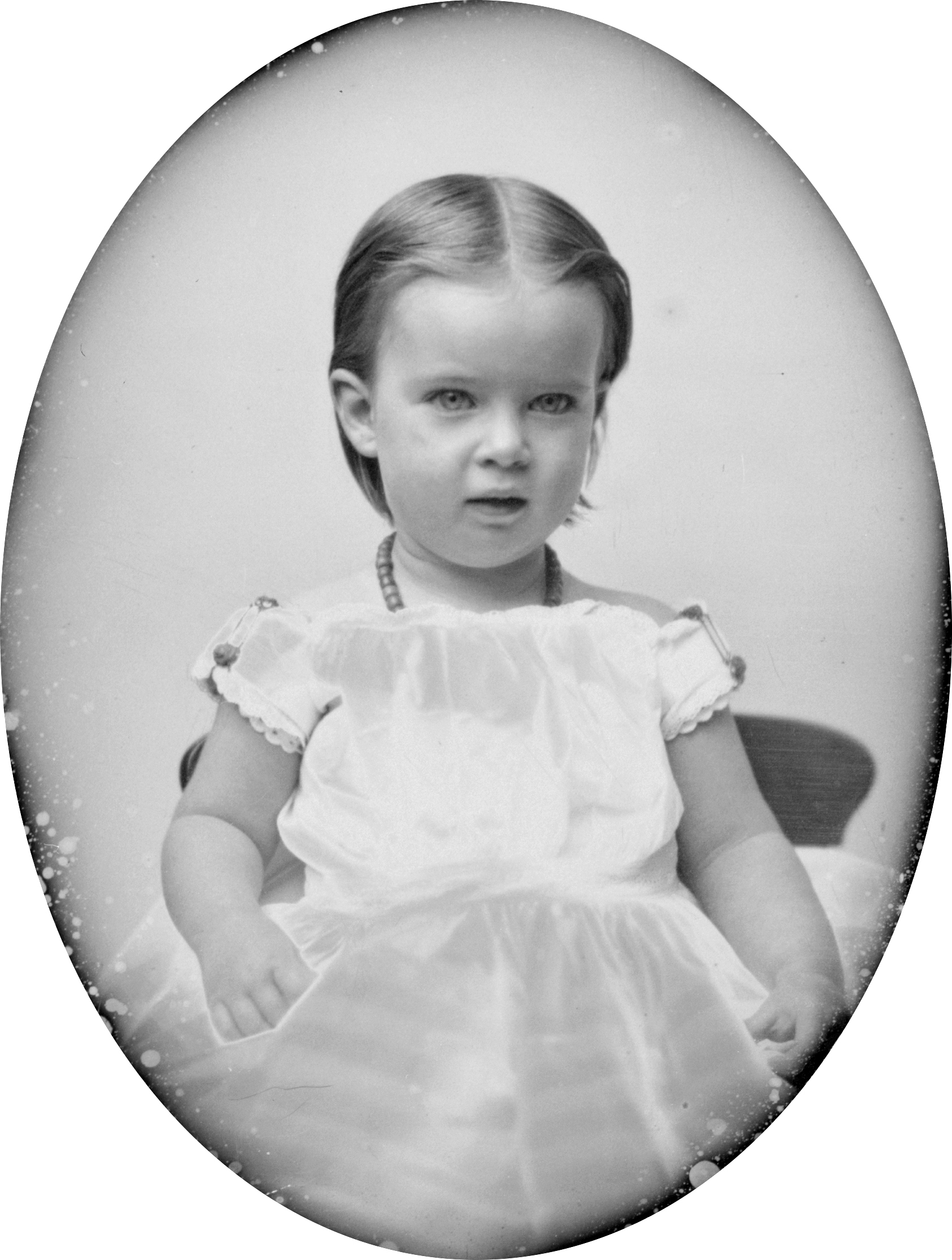
メイベル・ガーディナー・ハバード（1860年頃）

メイベル・ガーディナー・ハバードは、1857年11月25日、マサチューセッツ州ケンブリッジで、弁護士ガーディナー・グリーン・ハバードとガートルード・マーサー・マッカーディ(Gertrude Mercer McCurdy)の間に生まれた。
1862年、ニューヨークに住む母方の祖父母を訪ねた際、5歳の誕生日ごろに猩紅熱にかって瀕死の状態となり、その後、聴力を完全に失った。この病気により内耳の前庭系を損傷し、平衡感覚が大きく損なわれたため、暗いところを歩くのが非常に困難になった。
メイベルが全聾となったことは、父親がアメリカで最初の口話式聾学校であるクラーク聾学校の設立に関わるきっかけとなった。アメリカとヨーロッパの両方で教育を受けたメイベルは、多言語での読唇術を習得した。また、両親の努力により、全米で最初に読唇術と会話を学んだ聴覚障害児の一人でもあった。これにより、メイベルは健常者との会話に溶け込むことができたが、これは当時の聾者コミュニティではほとんど知られていなかった。メイベルは、聾教育への資金援助を増やそうとする両親の活動を支援するため、若くしてアメリカ合衆国議会の公聴会で証言した。両親が亡くなって聾者協会のベネファクターとしての役割を引き継ぐまで、メイベルは聾者コミュニティを避けていたため、後に自分の障害を恥じていると批判されることになる。

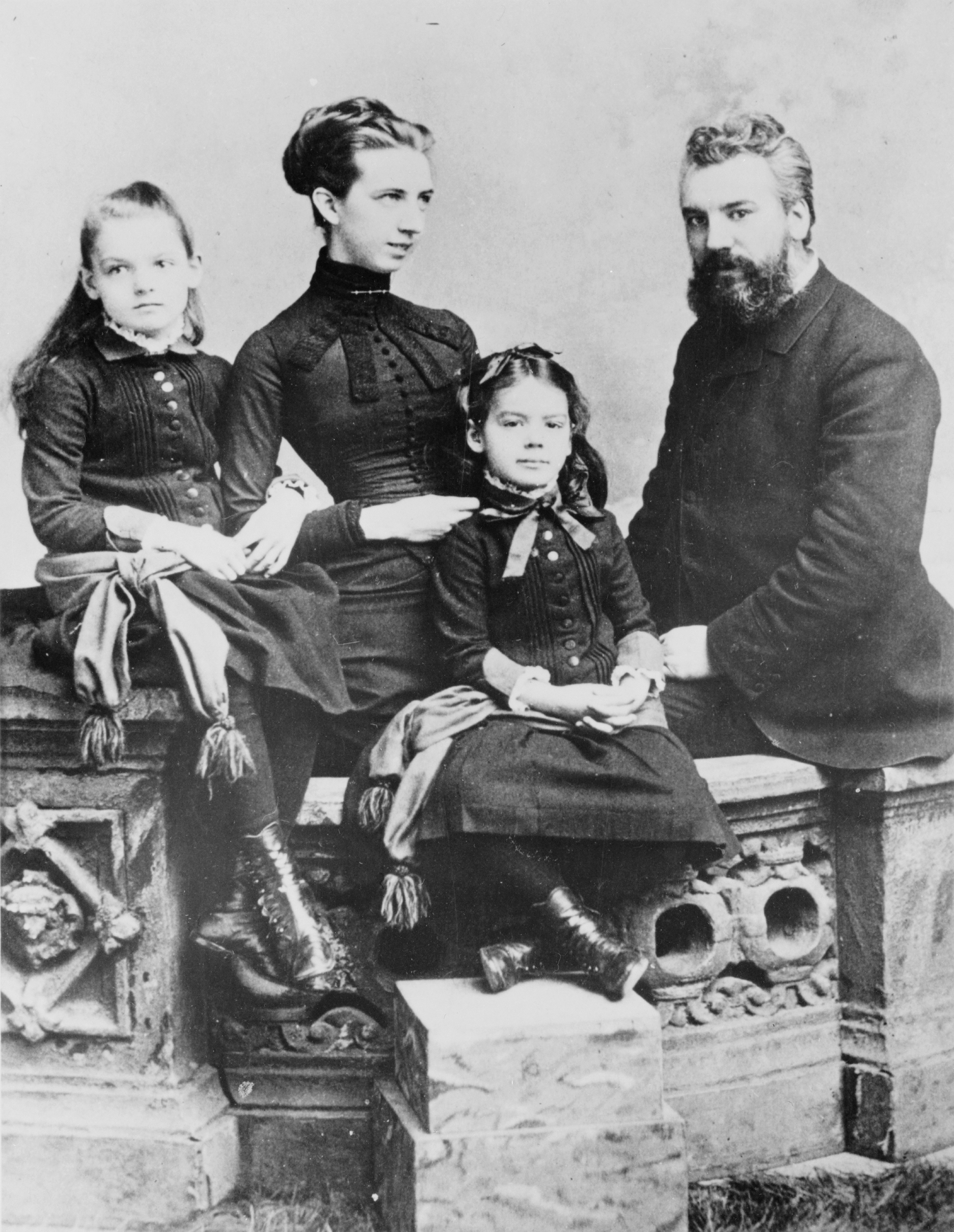
メイベルと夫のアレクサンダー・グラハム・ベル、娘のエルシー（左）とマリアン（1885年）。

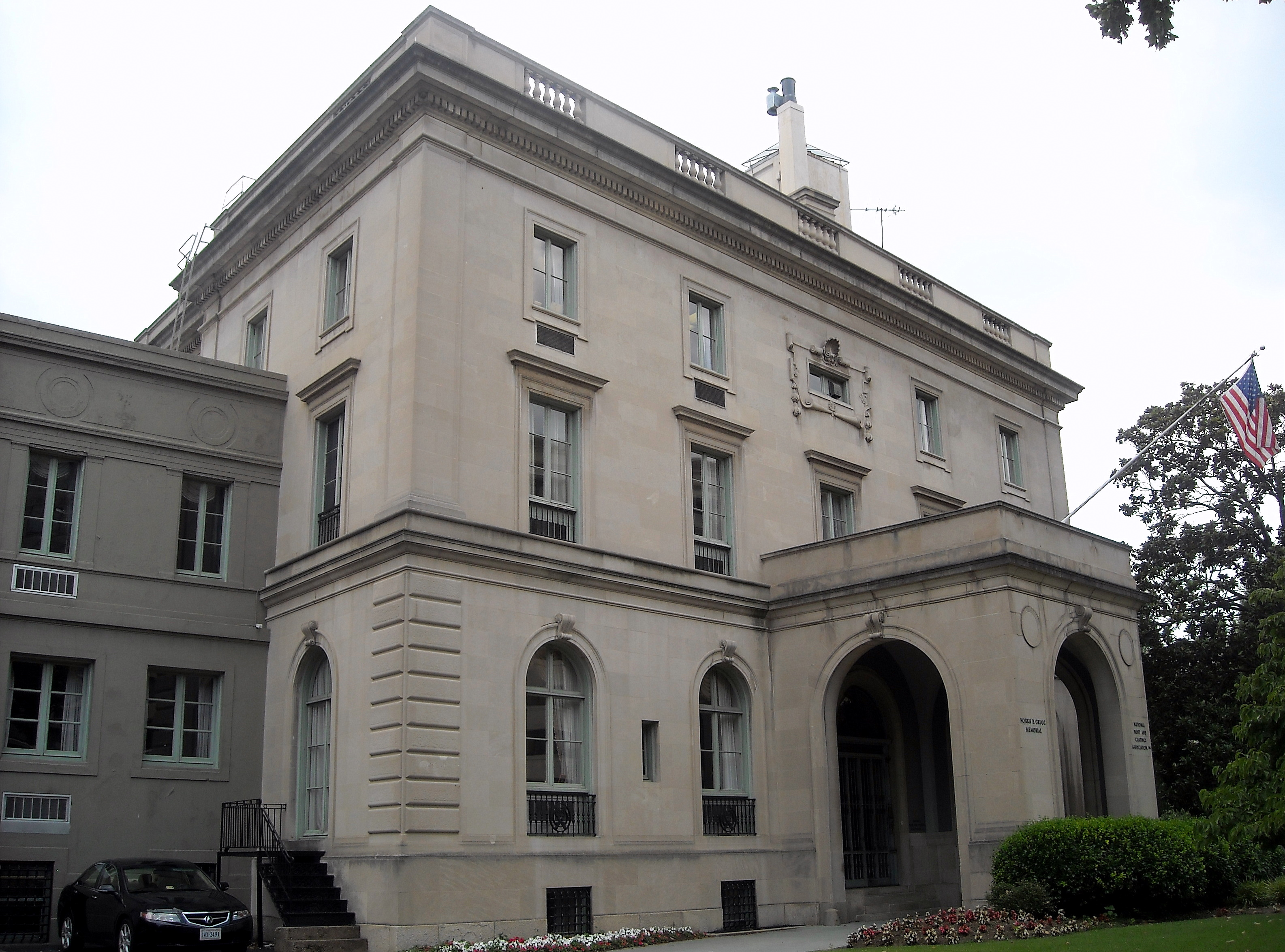
1882年から1889年までベル夫妻が住んでいたブロッドヘッド・ベル・モートン邸（ワシントンD.C.）。2008年撮影。

メイベルは、グラハム・ベルが新設した聾学校の教え子の一人となり、後に彼の親友となった。2人は1877年7月11日に、ケンブリッジの両親の家で結婚した。メイベルは当時19歳であり、グラハムはメイベルの10歳年上だった。2人の間には、息子2人、娘2人が生まれた。長女のエルシー・メイ・ベル（Elsie May Bell、1878-1964）は、『ナショナル・ジオグラフィック』で有名なフォトジャーナリストのギルバート・ホービー・グローヴナーと結婚した。次女のマリアン・ハバード・ベル（Marian Hubbard Bell、1880-1962）は、生まれた直後に、父によってフォトフォン(Photophone)と名付けられそうになってメイベルに止められたという。ほかに、エドワード（1881年）とロバート（1883年）という2人の息子を産んでいるが、いずれも生後まもなく死亡した。メイベルは夫のことを「アレック」(Alec)と呼んだ。結婚後はワシントンD.C.のブロッドヘッド・ベル邸に数年間住み、1888年からはカナダ・ノバスコシア州のケープ・ブレトン島のベイン・バリーの家に住むことが多くなった。
1922年の夫の死後、メイベルは徐々に視力を失い、娘たちの世話になるようになった。夫の死から1年も経たないうちに、メリーランド州チェビー・チェイスにある娘のマリアンの家で、膵臓癌により亡くなった。2人の遺体は、ベイン・バリーの邸宅の敷地内に埋葬されている。

## フィラデルフィア万国博覧会

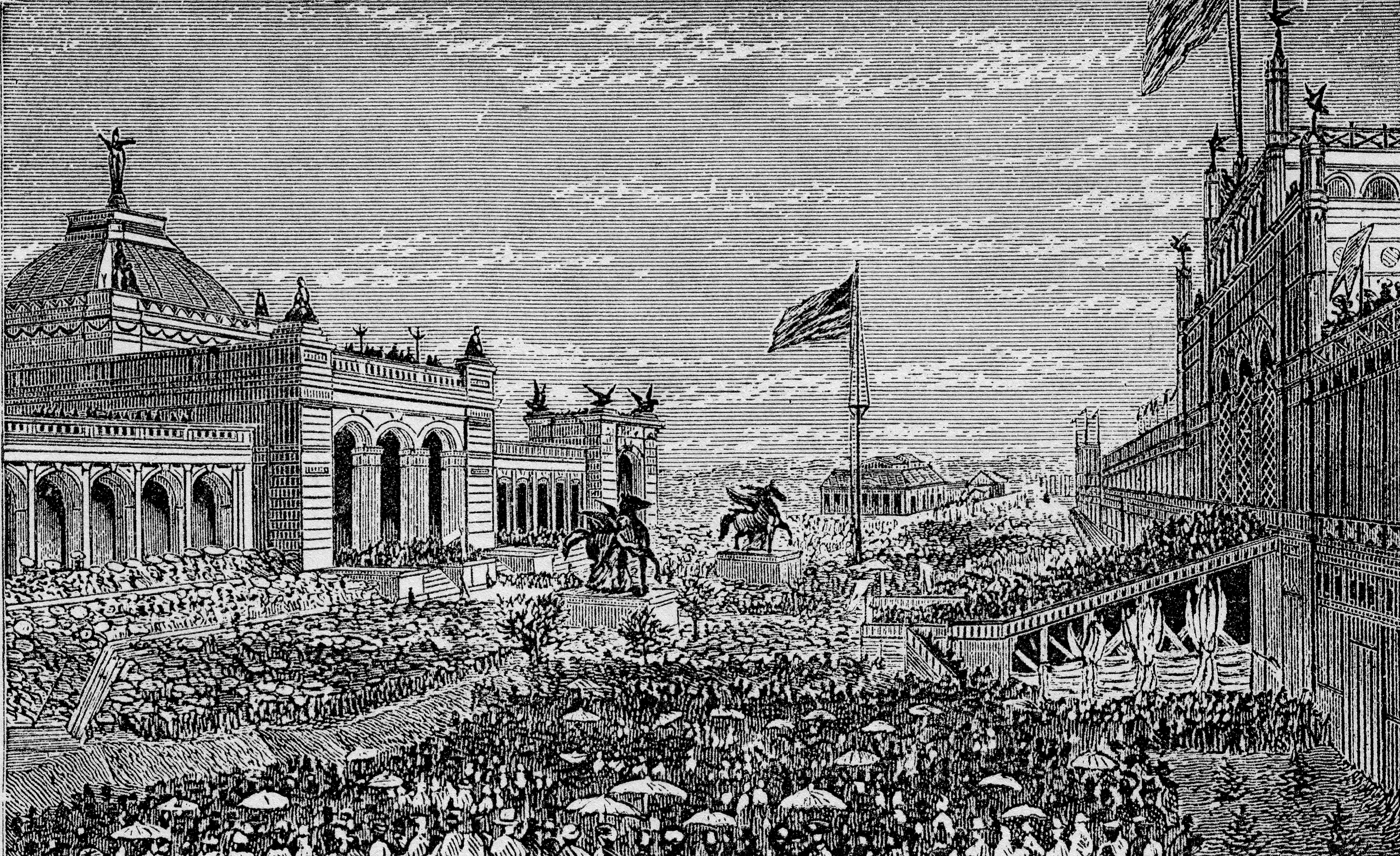
1876年のフィラデルフィア万国博覧会で、ベル夫妻は世界的に有名になった。

グラハム・ベルの初期の商業的成功のきっかけはメイベルだった。1876年にフィラデルフィアで開催されたフィラデルフィア万国博覧会（アメリカ百年記念博覧会）に出展された、ベルが発明したばかりの電話機は、世界中で大々的に取り上げられた。審査員であるブラジル皇帝ペドロ2世やイギリスの著名な物理学者ウィリアム・トムソン（ケルヴィン卿）は、ベルの電話機を電気賞委員会に推薦し、同委員会はベルに電気機器の金メダルを授与した。さらにベルは、併せて展示を行った視話法でも2つ目の金メダルを受賞し、世界的な名声を得ることができた。当時、専任教師だったベルは、教師としての忙しさと生徒の試験準備のため、博覧会への出展は予定していなかった。当時婚約者だったメイベルが、半ば強引に出展をさせたのである。
メイベルは、ベルが博覧会に出展するのを嫌がっていることを知っていた。彼女はフィラデルフィアまでの列車のチケットを密かに購入し、彼のバッグを荷造りし、何も知らないベルをボストンの駅まで連れて行き、ショックを受けている婚約者にフィラデルフィアへ行くように伝えた。ベルが反論すると、メイベルは彼の口から目をそらし、文字通りに「聞こえなく」してしまったのである。

## ベル電話会社の株式の保有
ベル電話会社は、1877年7月9日にメイベルの父ガーディナー・グリーン・ハバードによって組織された。ガーディナー・ハバードは発行済み株式5千株のうち1,387株を保有し、「受託者」(trustee)という肩書きを持っていた。グラハム・ベルは1,497株を保有していたが、結婚時に、10株だけ残してメイベルに譲渡した。ヨーロッパへの新婚旅行に出発する直前に、メイベルは自分の株式の管理権を父親に譲る委任状に署名した。ガーディナー・ハバードはベル電話会社の事実上の社長兼会長となった。ベル電話会社は後にアメリカ電信電話会社（AT&T）へと発展し、一時は世界最大の電話会社となった。

## 航空研究への支援
メイベルは非常に知的な人物だったが、グラハム・ベルが科学的な議論や仲間内での会談を行っている間は、普段は裏方に徹することを好んでいた。何十年もの間、ベルは水曜日の夜に自宅の応接室で定期的に知的サロンを開いており、その様子は何巻にもわたるグラハム・ベルの日記に記録されている。
しかしメイベルは、空気より重い乗り物で空を飛ぶことができると強く信じており、そのためのインスピレーションと約2万カナダドル（2008年の価値換算で約45万ドル）の資金を提供した。メイベルは、不動産の一部を売却し、その金額を夫と他の4人に渡して、カナダ初の飛行体「シルバーダート」の建造を目的としたアエリアル・エクスペリメント・アソシエーション(AEA)を設立した。彼らが設計・製造した航空機には、科学的な実験に基づいて、補助翼による横方向の制御など、それまでの飛行では発明されなかった技術的な工夫がいくつも盛り込まれていた。メイベルは、AEAを設立したことなどにより、2018年にカナダ政府によりPersons of National Historic Significanceに選ばれた。